# Dolores Claiborne (film)
Dolores Claiborne este un film american psihologic thriller din 1995 regizat de Taylor Hackford. Rolurile principale au fost interpretate de actorii Kathy Bates, Jennifer Jason Leigh, Christopher Plummer, David Strathairn, Judy Parfitt, John C. Reilly și Eric Bogosian. Este bazat pe un roman omonim de Stephen King.

## Prezentare
Dolores Claiborne lucrează ca servitoare pentru o bătrână bogată din Maine. Când este acuzată de uciderea bătrânei, fiica lui Dolores, Selena, se întoarce din New York, unde lucrează ca ziaristă de succes. În timp ce cercetează ce s-a întâmplat, Selena începe să-și pună întrebări despre propria sa copilărie nefericită. Mai multe lucruri dureroase ies la iveală legate de trecutul familiei sale, inclusiv despre moartea suspecta a tatălui ei, în urmă cu 20 de ani, dispărut în timpul unei eclipse.

## Distribuție
- Kathy Bates - Dolores Claiborne
- Jennifer Jason Leigh - Selena St. George
  - Ellen Muth - Young Selena
  - Taffara Jessica Stella Murray - 5-year-old Selena
- Judy Parfitt - Vera Donovan
- Christopher Plummer - Detective John Mackey
- David Strathairn - Joe St. George
- Eric Bogosian - Peter
- John C. Reilly - Constable Frank Stamshaw
- Bob Gunton - Mr. Pease
- Roy Cooper - Magistrate
- Wayne Robson - Sammy Marchant
- Ruth Marshall - Secretary
- Weldon Allen - Bartender
- Tom Gallant - Searcher
- Kelly Burnett - Jack Donovan

## Producție
Filmările au avut loc în Nova Scotia, Canada. Cheltuielile de producție s-au ridicat la 13 milioane $.

## Primire
A avut încasări de 46.4 milioane $.